# Niedersachswerfen
Niedersachswerfen é uma localidade e antigo município da Alemanha localizado no distrito de Nordhausen, estado da Turíngia.  Pertence ao Verwaltungsgemeinschaft de Hohnstein/Südharz. Desde 1 de janeiro de 2012, forma parte do município de Harztor.